# Tabivere
Tabivere (em estoniano:  Tabivere vald) é um município rural estoniano localizado na região de Jõgevamaa.